# Eupodium
Eupodium é um género de pteridófitos pertencente à família Marattiaceae que agrupa 3 espécies validamente descritas.

## Taxonomia
O género foi descrito por John Smith e publicado em Journal of Botany, being a second series of the Botanical Miscellany 4: 190. 1841, tendo como espécie tipo Eupodium kaulfussii (J. Sm.) Hook.
O género Eupodium agrupa as seguintes espécies:
- Eupodium kaulfussii (J. Sm.) Hook.
- Eupodium laeve (Sm.) Murdock
- Eupodium pittieri (Maxon) Christenh.